# Памятник Тарасу Шевченко (Харьков)
Памятник Тарасу Григорьевичу Шевченко в Харькове (укр. Пам'ятник Тарасові Григоровичу Шевченку в Харкові) — памятник украинскому поэту, писателю, художнику и мыслителю Тарасу Григорьевичу Шевченко.
Монумент расположен в центре Харькова — в Саду имени Т. Г. Шевченко, при входе на центральную аллею со стороны улицы Сумской. Памятник органически связан с окружающим парковым пейзажем и городским архитектурным ансамблем. Общая высота монумента — свыше 16 метров, высота статуи Тараса Шевченко — 4,5 метра.
Авторы памятника — советский скульптор Матвей Манизер и архитектор Иосиф Лангбард. Монумент был торжественно открыт 24 марта 1935 года, то есть через 9 месяцев после того, как Харьков перестал быть столицей УССР.
Памятник является одним из символов города Харькова.

## Описание
Памятник Тарасу Шевченко — многоплановая композиция, каждая из частей которой просматривается постепенно, по мере знакомства с монументом. Вместе с тем весь памятник воспринимается как единое целое. Многоступенчатость монумента была (и остаётся) органично связанной с архитектурой величественных сооружений Госпрома и Харьковского государственного университета, Садом имени Т. Г. Шевченко. Фасад памятника повёрнут к центральной магистрали города — улице Сумской.
В плане монумент представляет собой своеобразную архитектурную спираль с 11-метровым трёхгранным пилоном с фигурой Тараса Шевченко внутри и выступами по кругу, которые окружают пилон, и на которых размещены 16 динамических статуй — высокохудожественных образцов советской пропаганды, которые по замыслу автора проекта должны были символизировать людей труда и их борьбу за свои права против притеснителей — от непокорных, бунтарских образов из произведений Т. Г. Шевченко до участников русской революции 1905—1907 лет и Октябрьской революции 1917 года, а величественная группа, которая состоит из рабочего-шахтера, колхозника, красноармейца и женщины, является олицетворением эпохи того времени.
Доминантой монумента является фигура Кобзаря — Шевченко высотой 4,5 м, установленная на высоком постаменте из серого (на момент сооружения ярко-чёрного) лабрадорита. Статуя полна динамики — и в точно найденном ракурсе слегка наклонённой набок головы, и в энергичном жесте правой руки, и во всей фигуре Шевченко просматривается готовность к действию, целенаправленность, внутренняя напряжённость, что в полной мере соответствовало советской трактовке образа Т. Г. Шевченко как поэта и художника-революционера. Скульптура имеет ярко выраженный силуэт, легко узнаваемый издали, что сближает общий фон монумента с конструктивизмом, — суровые, укрупнённые складки одежды, лаконичность форм, энергичная обработка поверхности большими обобщёнными плоскостями — все это призвано создать могущественный образ непокоренного борца за права трудящихся. К детализации автор прибегает лишь в разработке лица, которое осуществлено не только для достижения портретной схожести, а и для раскрытия внутреннего мира, в русле трактования личности поэта, выявления твёрдости и силы духа поэта-борца. Именно поэтому взгляд монументального Кобзаря суровый и гневный, а вычеканенные на голове морщины означают горечь пережитого-передуманного. Целостности образа автор достигает проработкой и других деталей — например, крепко сжатой в кулак (гневный жест) рукой.
Фигуры, которые окружают пьедестал, — вдвое меньше по высоте, чем статуя Шевченко. Они воспринимаются в основном вблизи. По замыслу скульптора, осматривать фигуры нужно в последовательности композиционной спирали, начиная от фигуры «Катерина» и двигаясь против часовой стрелки.
Среди статуй монументального ансамбля, связанных идейно общим замыслом отображения воспетой Кобзарем борьбы народа за свою волю, можно выделить отдельные фигуры и композиции:
- скульптура «Катерина» — статуя крепостной с грудным ребёнком на руках, известная под названием «Катерина», воспетая Т. Г. Шевченко в одноимённой поэме; воплощение образа женщины-матери под бременем одиночества и кручины;
- 1-я композиция («Умирающий гайдамак. Гайдамак с косой. Рвущий путы») — все три фигуры связаны как идейно, так и сюжетно. За общей привязкой композиции к поэме Т. Г. Шевченко «Гайдамаки» о событиях колиивщины кроется жизнеутверждающее убеждение в несокрушимости народного духа и вера в его победу;
- скульптура «Связанный запорожец» — одна из статуй, которые передают патриотичный, многогранный характер героя, воплощает народную силу и величие, скорбь и боль;
- 2-я композиция («Женщина-крестьянка. Несущий жернова. Солдат-рекрут») — в образах представителей разных прослоек трудовой народ воплощает идею страданий народа из-за царизма;
- 3-я композиция («Рабочий с преклоненным флагом. Студент. Рабочий с винтовкой. Матрос. Красноармеец») — 3- статуи композиции изображают образы восставшего народа во время социальных катаклизмов первых десятилетий XX столетия.
- 4-я композиция («Крестьянин. Шахтер. Женщина с книгой») — фигуры этой последней группы, по замыслу автора, должны были передавать те изменения, которые произошли в советском обществе.

Автор монумента достиг пластического единства, гармонии, согласованности всех его групп и фигур. Им присущи классические пропорции, тщательная продуманность поз и жестов, которые отображают особенности характеров и вместе с тем содействуют раскрытию единства композиционного замысла. Многофигурная композиция выдержана в эпически спокойном, но приподнятом ритме. Материал статуй — тёмная бронза на фоне постамента из отполированного до зеркального блеска лабрадорита — придаёт памятнику ещё большую торжественность, выразительность и величие.
|              |                               |                     |
| Красноармеец | Колхозник                     | Солдат-рекрут       |
|              |                               |                     |
| Гайдамак     | Рабочий с преклоненным флагом | Рабочий с винтовкой |

## История памятника

### Предыстория
Харьков известен как город, где был установлен один из первых на Украине памятников Тарасу Шевченко. Инициаторами создания первого памятника Шевченко в Харькове была семья Алчевских. В 1897 году Алексей Кириллович Алчевский заказал в Петербурге известному академику, профессору Петербургской Академии искусств В. А. Беклемишеву, выходцу из Харькова, бюст Кобзаря из белого мрамора. В 1898 году бюст был установлен возле усадьбы известной просветительницы, основательницы женской воскресной школы для взрослых Христины Алчевской (на улице Садово-Куликовской, сейчас Дарвина). Осуществлено это было нелегально — без разрешения царской власти. В трактовании Беклемишева Т. Г. Шевченко был философом и борцом, готовым к решительным активным действиям. Возле этого памятника часто собиралась студенческая молодёжь, воспитанники воскресной школы. В 1901 году, накануне сорокалетия со дня смерти Т. Г. Шевченко, памятник был снят. По другой версии, тогда же, во время экономического кризиса А. К. Алчевский обанкротился и наложил на себя руки, семье пришлось срочно избавиться от шикарного особняка — усадьбу продали купцу Шабельському, и когда новый собственник хотел было уничтожить бюст Кобзаря, Алчевские забрали его с собой и ещё на протяжении двадцати лет сохраняли в семье. В 1932 году Николай Алексеевич Алчевский, преподаватель юридического института, передал бюст в Картинную галерею Т. Г. Шевченко, который впоследствии стал экспонатом государственного музея поэта в Киеве.
Уже при советской власти, в июле 1919 года, на месте памятника Александру ІІ установили временный гипсовый бюст Т. Г. Шевченко, изготовленный по проекту скульптора Б. Кратка. Этот бюст сняли с постамента деникинцы, и дальнейшая его судьба неизвестна.

### История сооружения и открытие памятника
2 июня 1929 года Харьковский горсовет утвердил постановление о сооружении памятника. В 1930 году был объявлен первый международный конкурс на сооружение памятника Тарасу Шевченко в Харькове. Таких конкурсов на протяжении 1930—1933 годов в общей сложности было три. Проблематика этих конкурсов в советской литературе или не освещается вообще, или исключительно с акцентом на участие в них победителей Матвея Манизера и Иосифа Лангбарда.
22 сентября 1933 года открылась выставка проектов, на которой было представлено 30 работ ведущих мастеров того времени — Ф. Кричевского, С. Меркурова, М. Манизера, И. Кавалеридзе и других. Противоречивой темой остается определение победителей конкурса, так как среди лучших по результатам сентябрьской выставки фигурировал и общий проект украинского художника Федора Кричевского и русского скульптора Сергея Меркурова, а уже на дополнительном, ноябрьском, обзоре, где рассматривались доработанные проекты, победителем была признана работа Матвея Манизера.
Одним из претендентов на место скульптора памятника была В. И. Мухина. Сохранилась её объяснительная записка:

Шевченко представлен бронзовой статуей, стоящей на девятиметровом каменном пьедестале (ногами он стоит ещё в каменной среде, но дух его железный), с поступью твёрдой и энергичной, в полном сознании своего человеческого достоинства, народный трибун и пробудитель сознания в те годы угнетения. Автор дает его в украинской одежде, так как с образом Шевченко связывается представление о пробуждении Украины, и интеллигентский сюртук как дань моде середины XIX столетия с образом великого Тараса не вяжется и кажется совершенно нелепым. Одежда, присущая народу, становится его историческим признаком, понятным в веках, в противовес моде, через одно-два десятилетия кажущейся смешной. В нижней части памятника автор дает олицетворение старой и новой Украины. Старая Украина, угнетенная, батрацкая, подъяремная, в образе двух волов под ярмом, понурых и забитых. Сзади их на врезном барельефе украинский батрак, темный и изнуренный под игом крепостничества, окаменелый от вековых страданий. Эта группа символически дана в камне. Возле, с другой стороны стоит группа современных украинцев, работников и крестьянок, бодро смотрящих вдаль, дружно взявшись за руки для коллективной работы, окружив колесо трактора, — символ и фактор объединения работающего и потребляющего на всеобщей социальной стройке УССР…

Матвей Манизер к тому времени был состоявшимся мастером — творцом ряда значительных монументов, приверженцем реалистического искусства. Сохранились свидетельства, согласно которым, работая над проектом, скульптор путешествовал по шевченковским местам, делал большое количество пейзажных и жанровых этюдов, тщательно изучал внешность и личность Т. Г. Шевченко — по его произведениям, перепискам и мемуарами о нём, автопортретам, немногочисленным фотографиям, посмертной маске и т. п. Творческие поиски Манизера были продолжительными. Первый проект памятника (1930 год) он выполнил в конструктивистской манере — большая по размеру голова Шевченко с выражением опечаленности была установлена на цилиндрическом постаменте с барельефом повстанца, который, стоя на коленях, гневно потрясал кандалами. Во втором проекте (1931 год) М. Г. Манизер расположил статую поэта на пьедестале с низким рельефом, на котором были изображены персонажи из произведений Кобзаря. И лишь третий вариант проекта (1933 год) принёс скульптору творческое удовлетворение и победу во всесоюзном конкурсе, в котором принимало участие немало выдающихся скульпторов своего времени.

Вспоминая о работе над памятником, Манизер писал: 
Шевченко трактован мною как поэт-революционер, демократ и бунтарь, энергичным жестом как бы ниспровергающий царское иго рабства и неволи. Фигура Шевченко гигантского размера: в три натуры (4,5 метра) — видна издали. Шестнадцать фигур, окружающие пьедестал, вдвое меньшего размера и рассматриваются, главным образом, на близком расстоянии… Разновременные, в большинстве своем сюжетно между собой не связанные, они располагаются на возрастающих уступах пьедестала и рассматриваются зрителем последовательно, оставаясь в то же время звеньями единой цепи.
Матвею Манизеру позировали актёры харьковского театра «Березиль»:
- Наталия Ужвий — «Катерина».
- Сусанна Коваль — молодая крестьянка.
- Амвросий Бучма — повстанец времен Колиивщины и крестьянин с жерновами на плечах.
- Иван Марьяненко — старый запорожский казак — связанный, но не покоренный.
- Лесь Сердюк — молодой хлопец с косой в руках и крепостной со связанными руками.
- Ростислав Ивицкий — красноармеец.

Работы по сооружению монумента были начаты 9 марта 1934 года, то есть в день 120-летия со дня рождения Кобзаря.
Архитектурную привязку монумента исполнил архитектор И. Г. Лангбард (автор проектов нескольких государственных зданий в Белоруссии).
Отливка скульптуры Т. Г. Шевченко и скульптурных групп памятника в металле была осуществлена в бронзолитейных мастерских в Ленинграде. Общий вес металлической части памятника — 30 тонн.
Одновременно с этим в Харькове, на месте закладки памятника, под руководством И. Г. Лангбарда рабочие обрабатывали лабрадорит. На изготовление памятника ушло 400 тонн лабрадорита. На сооружении монумента было использовано около 75 вагонов разных строительных материалов, в том числе 25 вагонов с лабрадоритом.
В 1935 году работа по сооружению памятника, в которой принимало участие около 200 рабочих разных профессий, была завершена.
Торжественное открытие монумента состоялось 24 марта 1935 года и стало всенародным праздником. Харьков был украшен флагами, на улицах было многолюдно. В 14.30 нарком образования УССР В. П. Затонский перерезал ленту. Грянул салют, и большой хор 700 голосами исполнил «Заповіт» Шевченко.

### События, связанные с памятником
Со времени открытия памятник сам по себе стал значительным культурным явлением и достоянием Харькова и страны.
Несмотря на размер и идеологическую направленность, монумент не пострадал во время Второй мировой войны. Именно возле памятника Шевченко в Харькове 30 августа 1943 года состоялся первый официальный митинг освобождённого от немецких оккупантов города при участии И. С. Конева и Н. С. Хрущёва.
В послевоенное советское время памятник традиционно был местом проведения мероприятий, посвященных разнообразным датам украинской истории и культуры, в частности, почтению памяти Тараса Шевченко. Начиная с конца 1980-х годов площадь возле монумента стала местом группирования национальных сил, проведения демократических акций. После обретения независимости Украиной сложилась традиция возложения цветочных букетов к монументу во время официальных государственных праздников и посещения Харькова высокими правительственными чиновниками и международными гостями. В 1990-е и 2000-е годы памятник подвергался вандализму.
Для съёмок исторического фильма о физике Льве Ландау — «Дау», которые проходили в Харькове в 2009 году, памятник Т. Г. Шевченко для большей реалистичности был покрашен чёрной гуашью, поскольку лабрадоритовый постамент в первые годы имел ярко-чёрный цвет. После съёмок городским службам пришлось устроить «чистку» монумента, возвратив ему привычный для харьковчан серый цвет.

## Памятник в искусстве
На почтовых марках
- Почтовая марка СССР (1939)
- Почтовая марка СССР (1954)
- Почтовая марка СССР (1961)

## Символ города
Памятник Шевченко стал восьмым из двенадцати символов Харькова.